# Efferia schadei
Efferia schadei este o specie de muște din genul Efferia, familia Asilidae. A fost descrisă pentru prima dată de Stanley Willard Bromley în anul 1951.
Este endemică în Paraguay. Conform Catalogue of Life specia Efferia schadei nu are subspecii cunoscute.